# 福岡県道78号添田小石原線
福岡県道78号添田小石原線（ふくおかけんどう78ごう そえだこいしわらせん）は、福岡県田川郡添田町から朝倉郡東峰村に至る県道（主要地方道）である。

## 概要
福岡県田川郡添田町大字添田から朝倉郡東峰村大字小石原に至る。起点付近は片側1車線であるが、陣屋ダムを越えると一転して田川郡添田町と朝倉郡東峰村の境界にある大薮峠まで道幅の狭い離合困難な区間となる。朝倉郡東峰村に入ると道幅は少し広くなり、離合は田川郡添田町と比べて比較的容易となる。

### 路線データ
- 起点：福岡県田川郡添田町大字添田（畑川交差点、福岡県道52号八女香春線交点）
- 終点：福岡県朝倉郡東峰村大字小石原（国道211号交点）

## 歴史
- 1993年（平成5年）5月11日 - 建設省から、県道添田小石原線が添田小石原線として主要地方道に指定される[1]。

## 路線状況

### 重複区間
- 福岡県道417号猪国豊前桝田停車場線（田川郡添田町大字中元寺・中元寺交差点 - 田川郡添田町大字中元寺）

### 道路施設

#### トンネル
- 中元寺隧道：延長90 m、1886年（明治19年）竣工、田川郡添田町

## 地理

### 通過する自治体
- 田川郡添田町
- 朝倉郡東峰村

### 交差する道路
| 交差する道路                                   | 市町村名 | 市町村名 | 交差する場所 | 交差する場所      |
| ---------------------------------------------- | -------- | -------- | ------------ | ----------------- |
| 福岡県道52号八女香春線                         | 田川郡   | 添田町   | 大字添田     | 畑川交差点 / 起点 |
| 福岡県道417号猪国豊前桝田停車場線 重複区間起点 | 田川郡   | 添田町   | 大字中元寺   | 中元寺交差点      |
| 福岡県道417号猪国豊前桝田停車場線 重複区間終点 | 田川郡   | 添田町   | 大字中元寺   |                   |
| 国道211号                                      | 朝倉郡   | 東峰村   | 大字小石原   | 終点              |

### 沿線
- JR九州日田彦山線・日田彦山線BRT 添田駅（起点付近）
- 陣屋ダム
- 添田町立中元寺小学校
- 中元寺川
- 彦山川

### 峠
- 大薮峠（田川郡添田町 - 朝倉郡東峰村）